# USS Louisiana (BB-19)
El USS Lousiana (BB-19) fue un acorazado tipo pre-dreadnought clase Connecticut de la Armada de los Estados Unidos, segundo de su clase y tercero en llevar ese nombre. Fue construido en el astillero de Newport News Shipbuilding, en Virginia, con su quilla colocada en febrero de 1903 y botado en agosto de 1904. La embarcación finalizada fue puesta en servicio con la flota en junio de 1906. Era un acorazado de 16 000 toneladas largas capaz de navegar a 19 nudos (35 km/h). Su armamento principal consistía en cuatro cañones de 305 mm apoyados por una batería secundaria mixta de 7 cañones de 178 mm y 8 de 203 mm.
La embarcación operó principalmente a lo largo de la costa este de los Estados Unidos y el Caribe durante su carrera. De 1908 a 1909, formó parte del crucero de la Gran Flota Blanca. Realizó dos cruceros a Europa en 1910 y 1911. A partir de 1913 se involucró en la Revolución Mexicana para proteger los intereses estadounidenses en la región. Esta actividad concluyó con la ocupación del puerto de Veracruz en abril de 1914. Durante la Primera Guerra Mundial, fue empleado como buque escuela antes de servir como escolta de convoyes a finales de 1918. Después del fin de la guerra ese mismo año, fue usado para transportar desde Francia a los soldados estadounidenses. Con esta tarea completada, fue dado de baja en octubre de 1920 y desguazado en el astillero de Filadelfia en 1923.

## Diseño
El Lousiana tenía una eslora de 139.1 m, una manga de 23.4 m, y un calado de 7.5 m. Tenía un desplazamiento estándar de 16 000 toneladas largas, y de 17 666 a máxima capacidad. Era impulsado por motores de vapor de triple expansión de dos ejes con una potencia de 16 500 caballos de fuerza (12 300 kW), conectados a dos ejes de hélices. El vapor era generado por doce calderas Babcock & Wilcox de carbón conectadas a tres chimeneas. El sistema de propulsión generaba una velocidad máxima de 18 nudos (33 km/h). Tal como fue construido, tenía mástiles militares pesados, pero fueron reemplazados en 1909 por mástiles de celosía. Tenía una tripulación de 827 oficiales y marinos, número que fue incrementado a 881 y después a 896.
Estaba armado con una batería principal de cuatro cañones calibre 305 mm/45 serie 5 en dos torretas dobles en la línea central, una en la proa y otra en la popa. La batería secundaria consistía en ocho cañones calibre 203 mm/45, y doce cañones calibre 178 mm/45. Los cañones de 203 mm estaban montados en cuatro torretas dobles en la mitad de la embarcación y los de 178 mm estaban colocados en casamatas en el casco. Contaba con veinte cañones calibre 76 mm/50 para la defensa a corta distancia contra buques torpederos, también montados en casamatas a lo largo del casco, y con doce cañones de 3 libras. Contaba también con cuatro cañones de 1 libra. Como estándar de los buques capitales de ese periodo, el Lousiana contaba con cuatro tubos lanzatorpedos de 533 mm en lanzadores sumergidos a los costados del casco.
El cinturón blindado del Lousiana era de 279 mm de grosor sobre los pañoles y las salas de máquinas, y de 152 mm en el resto de la embarcación. Las torretas de la batería principal tenían costados de 305 mm de grosor, y las barbetas de apoyo tenían 254 mm en los costados expuestos. Las torretas secundarias tenían un blindaje frontal de 178 mm. La torre de mando tenía costados de 229 mm de grosor.

## Historial de servicio

### Primeros años y Gran Flota Blanca

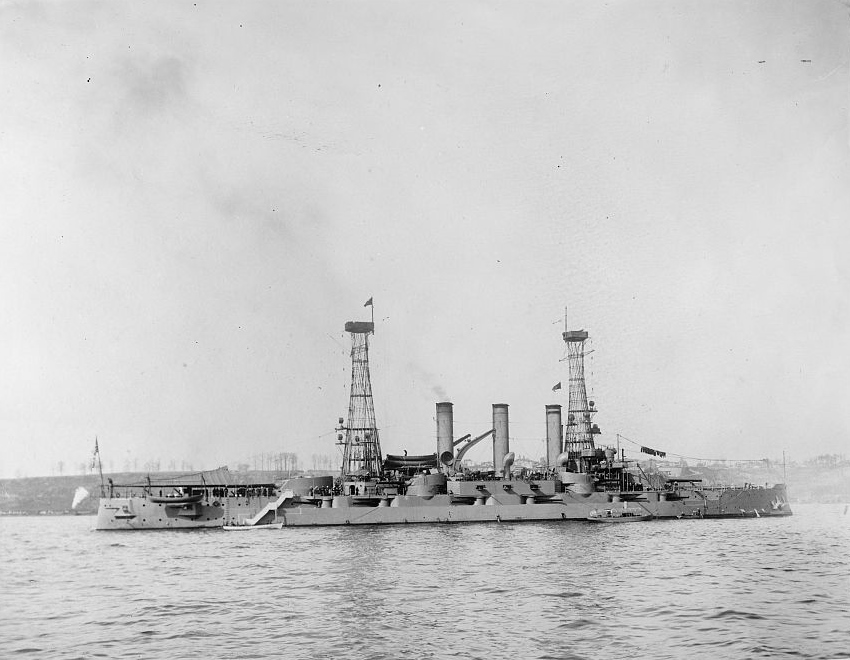
USS Lousiana durante una revista naval, Nueva York 1911.

La quilla del Lousiana fue colocada en el astillero Newport News Shipbuilding en Virginia, el 7 de febrero de 1903, y fue botado el 27 de agosto de 1904. Fue puesto en servicio con la flota el 2 de junio de 1906. Realizó un crucero de prueba frente a las costas de Nueva Inglaterra antes de que se ordenara viajar a Cuba. Partió de Estados Unidos el 15 de septiembre con el secretario de guerra William Taft, y el subsecretario de Estado Robert Bacon a bordo; fueron solicitados como una comitiva de paz por el presidente cubano Tomás Estrada para reprimir una insurrección en el país. Taft y Bacon ayudaron a crear un gobierno provisional, durante el cual el Lousiana permaneció en Cuba. Una vez terminado su trabajo, Taft y Bacon regresaron a la embarcación, que los llevó de vuelta a Fort Monroe, Virginia.
El 8 de noviembre, transportó al presidente Theodore Roosevelt de Piney Point, Maryland, al Canal de Panamá, que estaba siendo construido. Después de inspeccionar el avance de la construcción, Roosevelt visitó Puerto Rico para examinar el nuevo edificio de gobierno antes de regresar a Piney Point el 26 de noviembre. A lo largo del siguiente año, la embarcación realizó una serie de cruceros a puertos estadounidenses, incluyendo Nueva Orleans y Norfolk, además de viajes a La Habana y la bahía de Guantánamo, en Cuba. Durante este período, formó parte de ejercicios de entrenamiento frente a las costas de Nueva Inglaterra.
Se unió a la Gran Flota Blanca el 16 de diciembre de 1907, cuando partieron de Hampton Roads para iniciar su viaje de circunnavegación por todo el mundo. El crucero de la Gran Flota Blanca fue concebido como una forma de demostrar el poderío militar de los Estados Unidos, particularmente hacia Japón. Las tensiones entre Estados Unidos y Japón habían comenzado a aumentar después de la victoria japonesa en la guerra ruso-japonesa, en 1905. La prensa de ambos países pedía la guerra, y Roosevelt esperaba utilizar la demostración de poderío naval para disuadir cualquier agresión japonesa. La flota navegó hacia el sur al Caribe, y luego a Sudamérica, haciendo paradas en Puerto España, Río de Janeiro, Punta Arenas y Valparaíso, entre otras ciudades, Después de llegar a México en marzo de 1908, la flota pasó tres semanas llevando a cabo prácticas de artillería. La flota continuó su viaje por la costa americana del Pacífico, deteniéndose en San Francisco, y Seattle antes de cruzar el Pacífico hacia Australia, deteniéndose de camino en Hawái. Algunas paradas en el Pacífico Sur incluyeron Melbourne, Sídney y Auckland.
Después de dejar Australia, la flota giró al norte hacia Filipinas, deteniéndose en Manila antes de continuar hacia Japón, donde se realizó una ceremonia de bienvenida en Yokohama. En noviembre, le siguieron tres semanas de ejercicios en la bahía de Súbic, Filipinas. Las embarcaciones pasaron por Singapur el 6 de diciembre y entraron al océano Índico, cargaron carbón en Colombo antes de cruzar el canal de Suez y volvieron a abastecerse de carbón en Puerto Saíd, Egipto. La flota hizo escala en varios puertos del Mediterráneo antes de detenerse en Gibraltar, donde una flota internacional de barcos de guerra británicos, rusos, franceses y alemanes los recibieron. Las embarcaciones cruzaron el Atlántico para regresar a Hampton Roads el 22 de febrero de 1909, habiendo viajado 46 729 millas náuticas (82 542 km). Ahí, pasaron revista para el presidente Theodore Roosevelt.

### 1910-1923

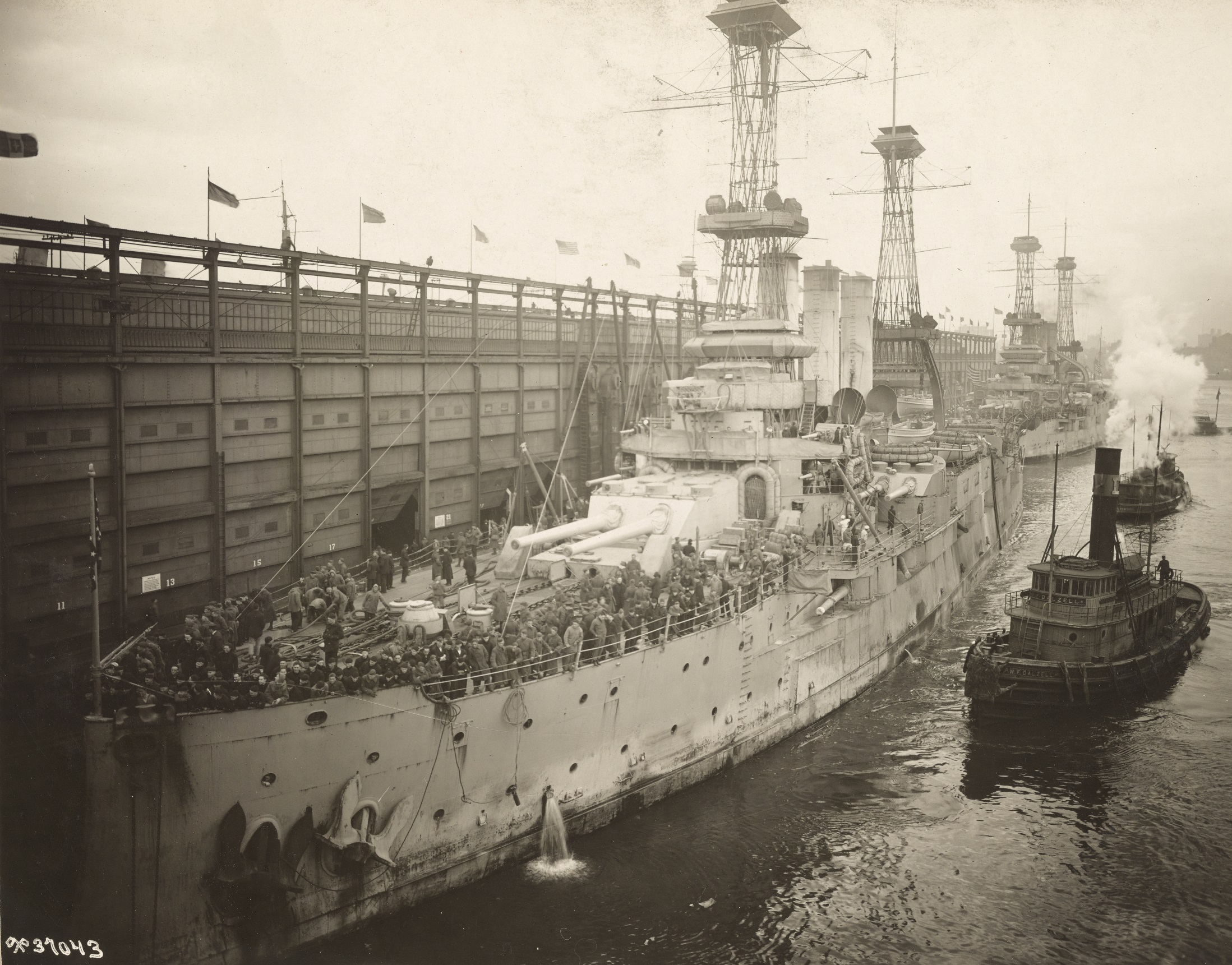
El Lousiana y el New Hampshire repatriando tropas estadounidenses en 1914, muelle 4, Hoboken, Nueva Jersey

El Lousiana pasó por una revisión extensiva a su regreso, después de la cual realizó maniobras de entrenamiento en el Atlántico. El 1 de junio, el capitán Washington Chambers tomó el mando de la embarcación. El 1 de noviembre de 1910, el Lousiana fue asignado a la 2.a. División de la Flota del Atlántico, que visitó puertos británicos y franceses. Le siguió un segundo viaje a Europa en 1911, esta vez al mar Báltico. Ahí, las embarcaciones se detuvieron en Copenhague, Dinamarca, Trälhavet, en Suecia; Kronstadt, en Rusia; y Kiel, en Alemania. El empeoramiento en las condiciones durante la Revolución Mexicana, obligó a Estados Unidos a intervenir en el conflicto para proteger sus intereses en la región; como apoyo, el Lousiana realizó tres viajes a México entre julio de 1913 y septiembre de 1915. El primer viaje duró del 6 de julio al 29 de diciembre de 1913. El segundo del 14 de abril al 8 de agosto de 1914, donde participó en la toma del puerto de Veracruz. El tercer despliegue duró del 17 de agosto al 24 de septiembre de 1915.
Después de regresar de su última operación, fue degradado a la reserva en Norfolk, y fue usado como buque escuela para guardamarinas y para unidades de la milicia naval. Tras la declaración de guerra de Estados Unidos a Alemania el 6 de abril de 1917, el Lousiana fue usado para el entrenamiento de artilleros y personal de cuarto de máquinas. Durante este período, estuvo involucrado en un accidente de artillería. El 1 de junio de 1918, las tripulaciones de tres de los cañones de 179 mm a bordo del acorazado New Hampshire dispararon accidentalmente contra un cazasubmarinos; dispararon varias salvas antes de recibir la orden de cesar el fuego. Uno de los proyectiles impactó al Lousiana, matando a un tripulante y dejando varios heridos. Posteriormente, la embarcación se usó para probar los relojes Argo de Arthur Pollen, que eran un sistema de control de fuego que incorporaba la primera computadora analógica mecánica. El sistema fue instalado el 19 de junio y fue completado el 1 de julio.
En septiembre de 1918, fue reasignado como escolta de convoyes; su primera operación cubrió un convoy hacia Halifax el día 25 de ese mismo mes. Esta tarea no duró mucho, ya que Alemania firmó el armisticio que terminó la guerra el 11 de noviembre. El Lousiana fue usado entonces para transportar de vuelta a los soldados estadounidenses desde Francia, comenzando el 24 de diciembre. El primer viaje lo realizó en compañía del New Hampshire, y arribaron a Brest, Francia, el 5 de enero de 1919. Entre las dos embarcaciones, transportaron a 2169 hombres de vuelta a los Estados Unidos. Realizaron otros tres viajes a Brest. Después de concluida su tarea, fue transferido al astillero de Filadelfia, donde fue dado de baja el 20 de octubre de 1920. Finalmente, la embarcación fue vendida como chatarra el 1 de noviembre de 1923.